# 黃聖凱
黃聖凱（8月9日—），臺灣男性新聞主播，現任鏡電視新聞台主播、《鏡轉全球》主持人2024美國大選期間，多次擔任辯論會即時口譯，及即時開票特別報導。曾於2023年，獨家專訪NBA金塊隊球員小麥可波特。

## 學歷
- 國立台灣大學政治所國際關係組。
- 國立政治大學新聞學系、輔修外交系及日文系。

## 經歷
- 鏡電視新聞台國際中心記者（2021-2023.7)
- 鏡電視新聞台主播、《鏡轉全球》主持人(2023.7-)

## 主持節目及播報時段
- 週日《晚間新聞》
- 《整點新聞》
- 《鏡轉全球》

## 曾主播過或主持過的節目
| 時間          | 頻道         | 節目                         | 備註                       |
| 2023年7月至今 | 鏡電視新聞台 | 《整點新聞》                 | 主播                       |
| 2023年7月至今 | 鏡電視新聞台 | 《週日1800晚間新聞》         | 主播                       |
| 2023年7月至今 | 鏡電視新聞台 | NBA球星小麥可波特獨家專訪    | 主持人                     |
| 2023年7月至今 | 鏡電視新聞台 | 《2024美國大選特別報導》     | 即時開票主播、辯論即時口譯 |
| 2023年7月至今 | 鏡電視新聞台 | 《美國總統川普就職特別報導》 | 主播(和主播王鈺婷)         |
| 2023年7月至今 | 鏡電視新聞台 | 《2024中華民國國慶慶典》直播 | 主播(和主播陳園淳)         |
| 2023年7月至今 | 鏡電視新聞台 | 《鏡轉全球》                 | 主持人                     |